# Choose Bright!!
《Choose Bright!!》（チューズブライト）是於2010年2月10日由King Records發行的單曲。
它是日本電視動畫《青春CUP》的主題歌，收錄了同作品擔任主角的聲優茅原實里、寿美菜子、矢作紗友里、日笠陽子所獻唱的單曲。

## 收錄曲
1. Choose Bright!!
作詞:大森祥子 / 作曲・編曲:大久保薫
電視動畫《青春CUP》主題歌
2. Dear lovely days
3. Choose Bright!!(off vocal ver.)
4. Dear lovely days(off vocal ver.)

## 外部連結
- 電視動畫官方網站（页面存档备份，存于）